# Estación de Lérida Pirineos
Lérida Pirineos (oficialmente y en catalán: Lleida-Pirineus) es una estación ferroviaria situada en la ciudad española de Lérida en la comunidad autónoma de Cataluña. En 2010 sus servicios de media y larga distancia fueron utilizados por cerca de un millón cuatrocientos mil viajeros. Dispone también de servicios regionales y de cercanías de Rodalies de Catalunya, y otros servicios de cercanías atendidos por FGC.
El edificio para viajeros que data de los años 20 está catalogado como Bien Cultural de Interés Local por parte de la Generalidad de Cataluña.

## Situación ferroviaria
Dentro de la red clásica, Lérida Pirineos se encuentra situada en un importante nudo ferroviario en el que confluyen las siguientes líneas:
- Línea férrea de ancho ibérico Madrid-Barcelona, punto kilométrico 183,6.[6] El kilometraje de este trazado sufre varios reinicios, uno de ellos en Zaragoza, al basarse en antiguos trazados que combinados dan lugar a la línea entre ambas ciudades.
- Línea férrea de ancho ibérico Lérida-Puebla de Segur, punto kilométrico 0,0.[6]
- Línea férrea de ancho ibérico Lérida-Hospitalet de Llobregat, punto kilométrico 183,6.[6] Aunque esta línea parte de Lérida, su kilómetro cero se encuentra en Zaragoza.

Forma parte además de la línea férrea de alta velocidad que une Madrid con Barcelona y que prosigue hasta la frontera con Francia, punto kilométrico 442,1.

## Historia
El ferrocarril llegó a Lérida el 30 de mayo de 1860 con la apertura del tramo Lérida-Manresa de la línea férrea que pretendía conectar Zaragoza con Barcelona. Las obras corrieron a cargo de la Compañía del Ferrocarril de Barcelona a Zaragoza. Buscando mejorar tanto el enlace de la línea con otros trazados, así como su salud financiera la compañía decidió en 1864 unirse con la empresa que gestionaba la línea férrea que enlazaba Zaragoza con Pamplona dando lugar a la Compañía de los Ferrocarriles de Zaragoza a Pamplona y a Barcelona. Un año después en 1865 se inició la construcción de la línea Tarragona-Lérida que no completó su último tramo entre Juneda y Lérida hasta mayo de 1879. Las obras en este caso correspondieron a la Compañía del Ferrocarril de Lérida a Reus y Tarragona. La precaria situación económica de ambas compañía facultó que la poderosa Norte se hiciera con ambas entre 1878 y 1885. Más tardía es la línea Lérida-Puebla de Segur ya que la misma se inició entre Lérida y Balaguer en 1922 impulsada por el propio Estado dentro del ambicioso plan de líneas transversales que había ideado el directorio de Primo de Rivera y que a la postre solo logró completar el ya mencionado trazado. En 1941, la nacionalización del ferrocarril en España supuso la desaparición de Norte y la creación de RENFE que gestionó desde ese momento la estación de Lérida.
En 1997 el edificio, que data de principios del siglo XX fue restaurado recuperando el estado original de su fachada sur, la principal y mejorando su ordenación interior. Estas obras tuvieron continuación en el 2003 con una modificación de mayor calado fruto de la adaptación de las instalaciones a la llegada de la alta velocidad a la ciudad. El nuevo haz de vías y sus correspondientes andenes se dotó de una moderna marquesina que generó críticas debido a su difícil integración con el clásico edificio para viajeros. La llegada del AVE generó también un cambio de nombre del recinto que pasó a llamarse Lérida Pirineos.

## La estación

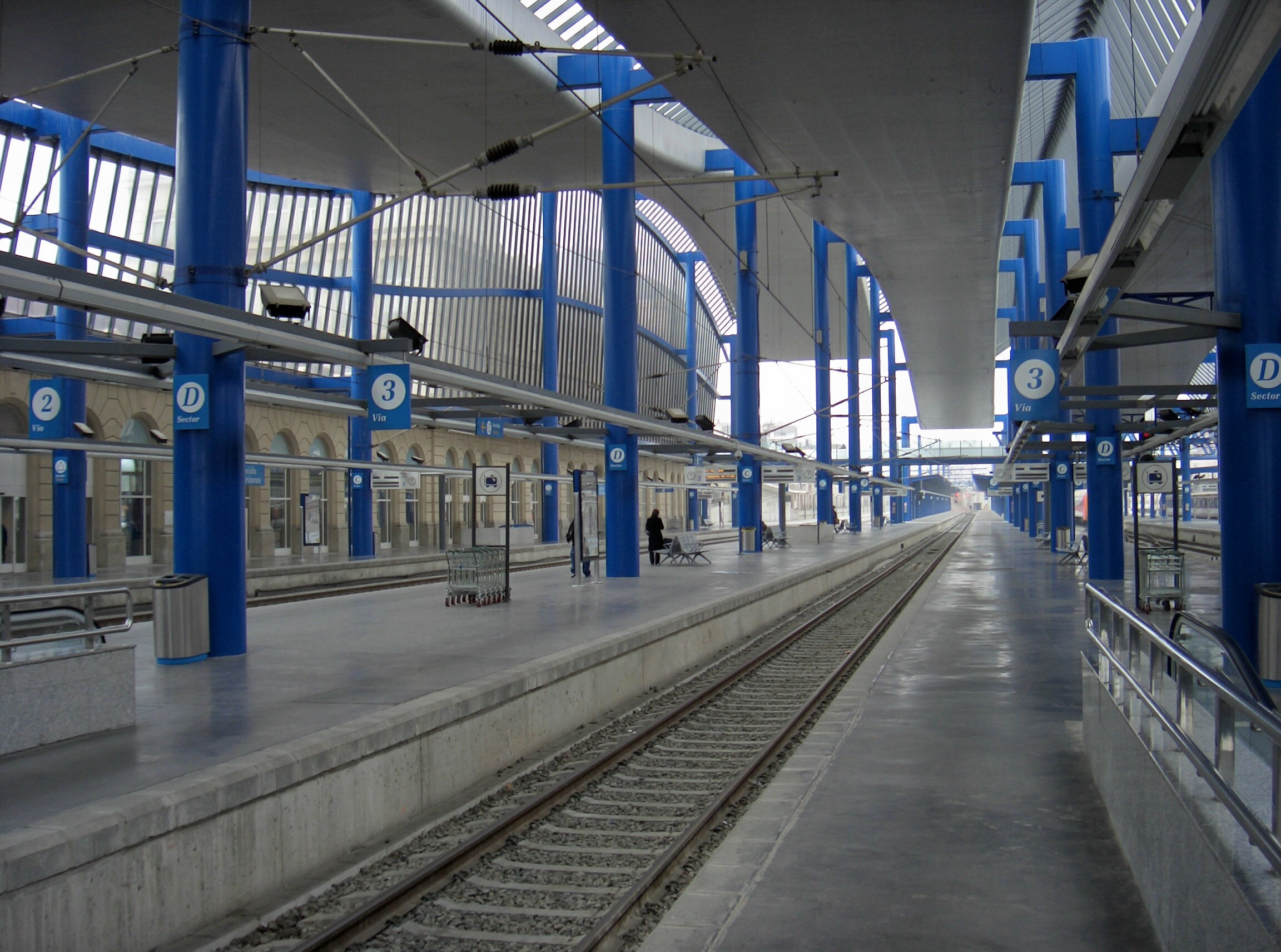
Los andenes de la estación bajo la nueva marquesina en 2007

La estación se encuentra al norte de la ciudad, frente a la plaza Ramón Berenguer. Posee dos partes claramente diferenciadas: la parte clásica y los añadidos realizados en 2003. El edificio para viajeros es de planta rectangular. Está formado por un cuerpo central de tres alturas dividido en tres bloques con dos torreones de mayor altura en ambos extremos. En total alcanza una longitud aproximada de 68 metros y una altura de 19 metros. Sobre esa base se asienta la parte nueva caracterizada en una amplia marquesina de vidrio y metal formada por ondas que cubre las vías y andenes del recinto.
Bajo la marquesina se ubican tres vías de ancho ibérico y cinco de ancho UIC. De estas últimas dos concluyen en toperas y reciben los trenes "Avant" que provienen de Tarragona. Para acceder a todas ellas la estación está dotadas de cuatro andenes, uno lateral y tres centrales, todos ellos prácticamente cubiertos y accesibles gracias a pasos subterráneos y ascensores a excepción de la vía 1. Más vías de ancho ibérico sin uso para viajeros completan las instalaciones. 
El recinto cuenta con venta de billetes, puntos de información, atención al cliente, cafetería, hotel, alquiler de coches, aseos y diversos locales comerciales. En el exterior hay varios aparcamientos habilitados así como paradas de autobuses urbanos. 

## Servicios ferroviarios

### Alta Velocidad y Larga Distancia
Lérida cuenta con amplias conexiones de alta velocidad gracias a los trenes AVE que la unen con Madrid, Barcelona y Andalucía. A dichos trenes hay que unir los Alvia con el País Vasco y Galicia que circulan aprovechando los trazados de alta velocidad existentes en sus respectivos recorridos.

### Cercanías y Media Distancia
Fruto de su situación estratégica la estación cuenta con una gran variedad de destinos de Media Distancia operados por Renfe que permiten viajar de forma directa a un gran número de ciudades de Cataluña. Fuera de la comunidad autónoma algunas relaciones alcanzan Zaragoza, Guadalajara y Madrid. Además, la estación de Lérida posee un servicio de los Ferrocarriles de la Generalidad de Cataluña entre esta ciudad y Puebla de Segur, heredero de una línea de RENFE cuya gestión se transfirió a FGC en 2005.
Forma parte de la red las líneas RL3 y RL4 de Cercanías de Lérida de Rodalies de Catalunya y las líneas RL1 y RL2 de Cercanías de Lérida de FGC
| << cabecera                         | < estación | línea                      | estación >                    | cabecera >> |
| ----------------------------------- | ---------- | -------------------------- | ----------------------------- | ----------- |
| Rodalies de Catalunya de Renfe      |            |                            |                               |             |
| Terminal                            | Terminal   |                            | Mollerusa                     | Cervera     |
| Terminal                            | Terminal   | Tarrasa Estación del Norte | Mollerusa                     |             |
| Línea Lérida-Puebla de Segur de FGC |            |                            |                               |             |
| Terminal                            | Terminal   |                            | Polígono industrial del Segre | Balaguer    |
| Terminal                            | Terminal   | Puebla de Segur            | Polígono industrial del Segre |             |